# Laisrén mac Nad Froích
São Laisrén mac Nad Froích (falecido em 564), ou Laisrén de Devenish e Lasserian, também conhecido por Mo Laisse, foi o santo patrono da Ilha Devenish em Lough Erne, perto de Enniskillen, Condado de Fermanagh, Irlanda do Norte, na actual diocese de Clogher. Laisrén é um dos Doze Apóstolos da Irlanda.